# Harry Hepworth
Harry Hepworth (Harrogate, 6 de diciembre de 2003) es un deportista británico que compite en gimnasia artística.
Participó en los Juegos Olímpicos de París 2024, obteniendo una medalla de bronce en la prueba de salto de potro. Ganó tres medallas en el Campeonato Europeo de Gimnasia Artística, en los años 2024 y 2025.

## Palmarés internacional
| Juegos Olímpicos   | Juegos Olímpicos   | Juegos Olímpicos  | Juegos Olímpicos     |
| Año                | Lugar              | Medalla           | Prueba               |
| ------------------ | ------------------ | ----------------- | -------------------- |
| 2024               | París (Francia)    | Medalla de bronce | Salto de potro       |
| Campeonato Europeo |                    |                   |                      |
| Año                | Lugar              | Medalla           | Prueba               |
| 2024               | Rímini (Italia)    | Medalla de plata  | Concurso por equipos |
| 2025               | Leipzig (Alemania) | Medalla de oro    | Concurso por equipos |
| 2025               | Leipzig (Alemania) | Medalla de plata  | Suelo                |